# Nibelle
Nibelle és un municipi francès, situat al departament del Loiret i a la regió de Centre – Vall del Loira. L'any 2007 tenia 943 habitants.

## Demografia

### Població
El 2007 la població de fet de Nibelle era de 943 persones. Hi havia 387 famílies, de les quals 114 eren unipersonals (45 homes vivint sols i 69 dones vivint soles), 139 parelles sense fills, 122 parelles amb fills i 12 famílies monoparentals amb fills.
La població ha evolucionat segons el següent gràfic:
Habitants censats

### Habitatges
El 2007 hi havia 597 habitatges, 403 eren l'habitatge principal de la família, 168 eren segones residències i 26 estaven desocupats. 570 eren cases i 23 eren apartaments. Dels 403 habitatges principals, 327 estaven ocupats pels seus propietaris, 66 estaven llogats i ocupats pels llogaters i 9 estaven cedits a títol gratuït; 8 tenien una cambra, 30 en tenien dues, 87 en tenien tres, 95 en tenien quatre i 184 en tenien cinc o més. 319 habitatges disposaven pel capbaix d'una plaça de pàrquing. A 179 habitatges hi havia un automòbil i a 190 n'hi havia dos o més.

### Piràmide de població
La piràmide de població per edats i sexe el 2009 era:
| Homes | Edats   | Dones |
| ----- | ------- | ----- |
| 0     | 95 o +  | 4     |
| 0     | 90 a 94 | 0     |
| 8     | 85 a 89 | 8     |
| 4     | 80 a 84 | 4     |
| 12    | 75 a 79 | 24    |
| 28    | 70 a 74 | 24    |
| 44    | 65 a 69 | 44    |
| 28    | 60 a 64 | 32    |
| 16    | 55 a 59 | 16    |
| 20    | 50 a 54 | 16    |
| 20    | 45 a 49 | 12    |
| 24    | 40 a 44 | 16    |
| 36    | 35 a 39 | 44    |
| 28    | 30 a 34 | 20    |
| 20    | 25 a 29 | 24    |
| 16    | 20 a 24 | 8     |
| 16    | 15 a 19 | 32    |
| 28    | 10 a 14 | 36    |
| 12    | 5 a 9   | 16    |
| 20    | 0 a 4   | 12    |

## Economia
El 2007 la població en edat de treballar era de 544 persones, 425 eren actives i 119 eren inactives. De les 425 persones actives 391 estaven ocupades (220 homes i 171 dones) i 32 estaven aturades (17 homes i 15 dones). De les 119 persones inactives 47 estaven jubilades, 36 estaven estudiant i 36 estaven classificades com a «altres inactius».

### Ingressos
El 2009 a Nibelle hi havia 436 unitats fiscals que integraven 1.049,5 persones, la mediana anual d'ingressos fiscals per persona era de 19.906 €.

### Activitats econòmiques
Dels 38 establiments que hi havia el 2007, 1 era d'una empresa extractiva, 2 d'empreses alimentàries, 3 d'empreses de fabricació d'altres productes industrials, 12 d'empreses de construcció, 5 d'empreses de comerç i reparació d'automòbils, 2 d'empreses de transport, 5 d'empreses d'hostatgeria i restauració, 1 d'una empresa immobiliària, 4 d'empreses de serveis, 2 d'entitats de l'administració pública i 1 d'una empresa classificada com a «altres activitats de serveis».
Dels 15 establiments de servei als particulars que hi havia el 2009, 1 era una oficina de correu, 1 taller de reparació d'automòbils i de material agrícola, 1 fusteria, 4 lampisteries, 1 electricista, 3 empreses de construcció, 1 perruqueria, 1 restaurant i 2 agències immobiliàries.
Dels 2 establiments comercials que hi havia el 2009, 1 era una botiga de més de 120 m² i 1 una botiga de menys de 120 m².
L'any 2000 a Nibelle hi havia 15 explotacions agrícoles que ocupaven un total de 900 hectàrees.

## Equipaments sanitaris i escolars
El 2009 hi havia una escola elemental integrada dins d'un grup escolar amb les comunes properes formant una escola dispersa.

## Poblacions més properes
El següent diagrama mostra les poblacions més properes.